# Erich Neumann (polityk)
Erich Neumann (ur. 31 maja 1892 w Forst, zm. 1948 lub 23 marca 1951 w Garmisch-Partenkirchen) – polityk nazistowski.

## Życiorys
Pochodził z rodziny protestanckiej. Jego ojciec był właścicielem fabryki. Po otrzymaniu matury, Neumann studiował prawo i ekonomię na uniwersytetach we Fryburgu, Lipsku i Halle. Uczestnik I wojny światowej, osiągnął stopień porucznika (Oberleutnant). W 1920 roku pełnił funkcję urzędnika państwowego (Regierungsassessor) w pruskim Ministerstwie Spraw Wewnętrznych, a następnie w Starostwie Powiatowym Essen.
Neumann został Prezesem Zarządu (Regierungsrat) w Pruskim Ministerstwie Handlu w 1923 roku. W latach 1927–1928, pełnił funkcję Landrata we Freystadt, a następnie został asystentem ministrów w Ministerstwie Spraw Zagranicznych (Ministerialrat) w Prusach. We wrześniu 1932 roku został mianowany stałym sekretarzem (Ministerialdirektor) w pruskim Ministerstwie Stanu, gdzie był odpowiedzialny za reformy administracyjne.
Neumann wstąpił do partii nazistowskiej w maju 1933 roku, cztery miesiące po przejęciu władzy przez Adolfa Hitlera. Wstąpił do SS w 1934 roku, otrzymując stopień Sturmbannführera. W 1936 roku Został mianowany dyrektorem departamentu spraw zagranicznych Urzędu Pełnomocnika ds. Planu Czteroletniego. W 1938 roku Neumann został awansowany na podsekretarza stanu i uczestniczył w spotkaniu Hermanna Göringa na temat „arianizacji” niemieckiej gospodarki. Reprezentował ministerstwa gospodarki, pracy, finansów, żywności, transportu i uzbrojenia oraz amunicji na konferencji w Wannsee w 1942 roku. Neumann zażądał na spotkaniu, aby żydowscy robotnicy w firmach niezbędnych do wysiłku wojennego, nie byli tymczasowo objęci deportacją. Od sierpnia 1942 roku do maja 1945 roku, Neumann był dyrektorem generalnym niemieckiego syndykatu potasowego.
W 1945 roku został internowany i przesłuchiwany przez Aliantów. Po wojnie został zwolniony z powodu złego stanu zdrowia w 1948 roku. Niektóre źródła podają, że jego śmierć nastąpiła w tym samym roku, jednak niemieckie federalne archiwa rejestrują go jako umierającego trzy lata później w Garmisch-Partenkirchen, 23 marca 1951 roku.

## Źródła
- Wycinki z prasy o Erichu Neumanie w Archiwach Prasy XX Wieku Niemieckiej Biblioteki Narodowej